# 스모키 마운틴

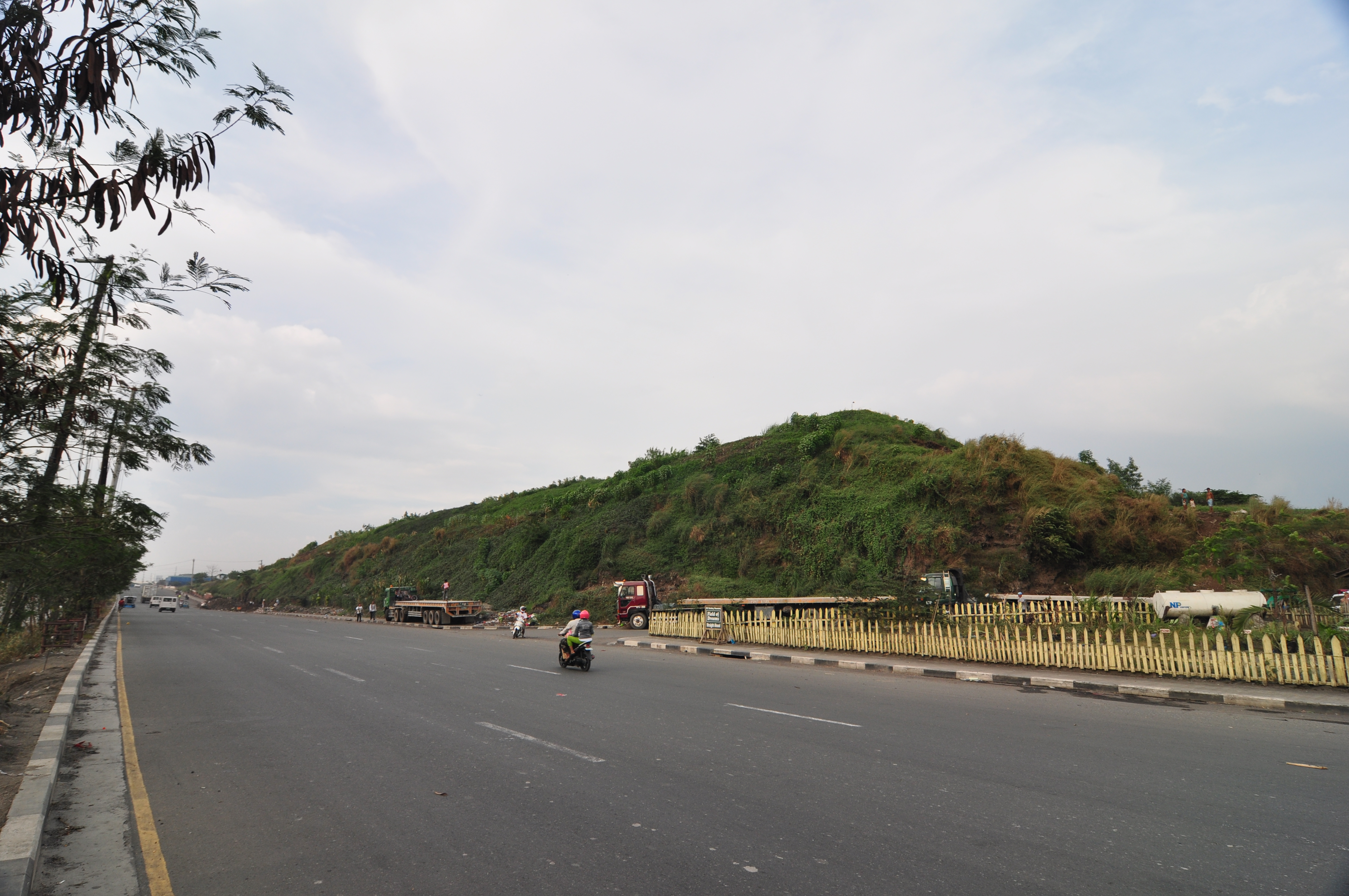
2011년 모습

스모키 마운틴(Smoky Mountain)은 필리핀 마닐라에 위치한 쓰레기 매립지의 명칭이다. 또한 쓰레기 매립지에 형성된 슬럼을 포함하여 일컫는 말이기도 하다. 스모키 마운틴이란 산처럼 쌓인 쓰레기더미에 고열로 자연발화가 자주 발생하기 때문에 붙은 명칭이다. 이 일대에 쓰레기에서 고철등을 수집하여 파는 빈민들이 모여들어 슬럼을 형성하였다. 슬럼지역에는 주민생활에 필요한 상하수시설등 기본 시설이 없고, 하수처리되어야할 물들이 도랑에 고이거나 흐르는 등, 생활환경이 좋지 않다. 1954년에서 쓰레기 매립지로서 조업을 개시하였고, 1994년에는 수도 마닐라에 위치한 이유로 이미지 저하등을 이유로 쓰레기 처리작업을 중지, 1995년에는 폐쇄되었다. 그러나 오늘날에도 여전히 좋지 않은 효과를 미치고 있다.
일부 주민들은 공공주택을 분양받아 이주했으나, 다른 주민들은 파야타스 덤프사이트(케손시 북부에 위치한 쓰레기 매립장)등으로 옮겨가 새로운 슬럼이 형성되었다.